# Ptycholaemus maculipes
Ptycholaemus maculipes är en skalbaggsart som beskrevs av Thomson 1858. Ptycholaemus maculipes ingår i släktet Ptycholaemus och familjen långhorningar.
Artens utbredningsområde är:
- Angola.
- Gabon.

Inga underarter finns listade i Catalogue of Life.